# Магас (Кирена)
Вижте пояснителната страница за други личности с името Магас.
Магас (на старогръцки: Μάγας της Κυρήνης; † ок. 250 г. пр. Хр.) е древномакедонски благородник и цар на Кирена в периода (276 – 250 г. пр. Хр.) Владенията му - Кирена (Киренайка) - се намират в североизточната част на днешна Либия и при управлението му временно са независими от доминиращите в района на Египет Птолемеи.

## Биография
Магас е син на македонския благородник Филип († ок. 318 г. пр. Хр.) и на Береника I, чийто баща също се нарича Магас. Филип и Береника имат и две дъщери - Антигона и Теоксена. През 318 г. пр.н.е. Филип умира и на следващата година Беренике се омъжва за египетския цар Птолемей I Сотер, от когото ражда Птолемей II Филаделф, Арсиноя II и Филотера. 
Магас е доведен брат на Птолемей Керавън, син на Птолемей I от Евридика I, дъщеря на диадоха Антипатър.
През 300 г. пр. Хр. Магас потушава петгодишно въстание в Кирена и майка му го прави там управител от името на Птолемеите, а след смъртта на втория си (283 г. пр. Хр.), той става неин самостоятелен владетел. През 276 г. пр. Хр. се коронова сам за цар на Кирена.
Магас се жени за третата си братовчедка по майчина линия Апама II, дъщеря на Антиох I Сотер и Стратоника I. Той е баща на Береника II, която става съпруга на Птолемей III Евергет.
През 274 г. пр. Хр. Магас, възползвайки се от войната на Птолемей II със Селевкидите, (атакуващи владенията му в Палестина) напада Египет, но впоследствие се оттегля от конфликата, заради вътрешен бунт на мармаридите, либийски номади, а Антиох I Сотер губи против войската на Птолемеите.
След смъртта на Магас (250 г. пр.н.е.) царство Кирена е отново присъединено към Египет.